# Kněžná
Die Kněžná (deutsch Kneschna, auch Knieschna) ist ein linker Zufluss der Bělá in Tschechien.

## Verlauf
Die Kněžná entspringt bei Podolí am Westhang des Pláň (873 m n.m.) im Adlergebirge. Auf ihrem Oberlauf fließt sie anfänglich nach Westen, in Podolí nimmt sie am östlichen Fuße des Podolský vrch (737 m n.m.) südliche Richtung. In ihrem bewaldeten Tal liegt die Ansiedlung Polanka. Der weitere Lauf der Kněžná führt vorbei an Mezina, Bukový, der Wüstung Benátky, Poříčí, Prorubky und Lukavice nach Südwesten ins Adlergebirgsvorland. Die Ortslage des erloschenen Dorfes Benátky im Kněžnátal ist als Naturdenkmal Uhřínov-Benátky geschützt.
Am Mittellauf der Kněžná ist der breiter werdende Talgrund besiedelt; entlang des Baches erstrecken sich die Ortschaften Panská Habrová, Městská Habrová und Rychnov nad Kněžnou. Ab Rychnov nad Kněžnou folgt die Bahnstrecke Častolovice–Rychnov nad Kněžnou–Solnice dem Lauf des Baches.
Auf ihrem Unterlauf fließt die Kněžná mit zahlreichen Mäandern auf der Adlertafel (Orlická tabule) durch ein seichtes breites Tal, an dessen Lehnen die Orte Jámy, Bezděkov, Jedlinská Lhotka, Jedlina, Kostelecká Lhotka, Slemeno, Hradisko und Synkov liegen. 
Nach 26,7 km mündet die Kněžná nordöstlich von Častolovice in die Bělá. Das Einzugsgebiet der Kněžná beträgt 94,8 km². Die mittlere Durchflussmenge beträgt 0,90 m³/s.

## Zuflüsse
- Kačerovský potok (l), bei Svatý Jan
- Uhřínovský potok (r), bei Benátky
- Lukavice (r), in Lukavice
- Liberský potok (l), bei Panská Habrová
- Javornický potok (l), bei Městská Habrová
- Jahodovský potok (l), bei Jámy